# СК-1000
Комплексная программа СК-1000 (полное название — «Многоцелевая боевая космическая система») — советская программа разработки систем противоракетной и противокосмической обороны, которая предусматривала проведение работ в области создания систем с элементами космического базирования. Осуществлялась в 1985–1987 гг., параллельно с программой Д-20 (ИСВ-48), как советский ответ американской Стратегической оборонной инициативе (СОИ).
Осуществление программы СК-1000 было поручено Министерству общего машиностроения СССР. 
Общее количество запланированных к реализации научно-исследовательских (НИР), научно-исследовательских и экспериментальных (НИЭР), опытно-конструкторских работ (ОКР) и фундаментальных исследований (ФИ) в рамках программ Д-20 и СК-1000 — 289 (из них большая часть приходилась на первую). 
В числе проектов, включенных в состав программы СК-1000, были исследования в области создания космических средств перехвата баллистических ракет на активном участке полёта или головных частей на заатмосферном участке траектории; предполагалось, что такие системы могут использовать оружие энергии направленного действия и оружие на новых физических принципах, большинство этих проектов находилось на ранних стадиях проработки. 
Значительную часть программы СК-1000 занимали средства противокосмической обороны — предполагалось, что противоспутниковые системы смогут быть использованы для борьбы с космическими компонентами системы СОИ, — а также создание средств выведения космических аппаратов на орбиту.

## История
Одновременно с разработкой программ противоракетной обороны в Советском Союзе проводилась работа по оценке возможностей технологий Стратегической оборонной инициативы США и потенциальной угрозы, которую подобная система могла бы представлять для обороны СССР. Одним из результатов этой работы стало заключение группы учёных, представителей Министерства обороны СССР и предприятий оборонной промышленности под председательством Е. П. Велихова, созданной по инициативе Военно-промышленной комиссии при Совете Министров СССР, которое гласило, что создание исследовательскими и конструкторскими организациями и учреждениями военно-промышленного комплекса США технологий оружия энергии направленного действия возможно не ранее 2000 г. Вместе с тем объявление о программе СОИ США стало стимулирующим фактором для ответных мероприятий военно-промышленного комплекса СССР, в лоббирование интересов которого сразу же включилось советское высшее военно-политическое руководство. Программа СК-1000 была введена в действие Постановлением Совета Министров СССР от 15 июля 1985 г., одновременно с программой Д-20, тогда же, все советские разработки были структурированы по симметричным и асимметричным мерам и оформлены в виде программ СК-1000, Д-20 и СП-2000. Несмотря на довольно сдержанную оценку перспектив СОИ США, эти работы не смогли повлиять на принятие решений по программам Д-20 и СК-1000. Переоценка этих программ произошла несколько позже, после того как работы в области ПРО показали сложность и дороговизну технологий СОИ и наличие эффективных средств противодействия ПРО. Примерно в 1987 г. выделение ресурсов на значительную часть проектов, включенных в программы Д-20 и СК-1000, было практически приостановлено.

## Итог работы
Программа СК-1000 включала в себя более двадцати опытно-конструкторских работ по ударным космическим системам и примерно такое же количество ОКР по информационному обеспечению действия боевых космических и наземных систем. По ударным системам ряд ОКР был завершён выпуском эскизных проектов, более половины переведено в научно-исследовательские работы, одна («Наряд-В»), рассчитанная на поражение отдельных космических аппаратов выводимым баллистической ракетой-перехватчиком типа УР-100Н УТТХ, закончилась промежуточным этапом лётных испытаний. Одним из убедительных аргументов в пользу необходимости создания самого мощного носителя «Энергия — Буран» была задача вывода на орбиту отдельных частей боевых космических станций с последующей их сборкой. По информационным космическим системам определенная часть ОКР по системам связи, разведки, ретрансляции, навигации, системам предупреждения о ракетном нападении, контроля космического пространства была успешно завершена.